# Moukhtassar
Un moukhtaṣsar ( en arabe : المختصر) est en droit islamique un terme faisant référence à un manuel concis de traités juridiques, caractérisé par la netteté et la clarté.
Les moukhtassars sont nés sous le califat abbasside et ont été initialement créés pour faciliter la formation rapide des avocats sans la répétitivité des manuels juridiques de plusieurs volumes. Aujourd'hui ils sont une porte d'accès aux principes fondamentaux du droit islamique pour l'étudiant. Certains mukhtasar bien connus incluent le Mukhtasar de Khalil, de l'érudit malékite égyptien Khalil ibn Ishaq al-Jondi (mort en 1365), et le Mukhtasar al-Quduri, de l'érudit Hanafi Imam al-Quduri (973-1037) de Bagdad.
Le Mukhtasar d'Ibn Abī Zamanīn était l'un des cinq grands manuscrits de commentaires de la bibliothèque personnelle de Ludovico Maracci qui ont contribué à informer l'Europe du XVIIIe siècle sur l'islam.